# Polens ambassad i Stockholm
Polens ambassad i Stockholm (även Polska ambassaden) är Polens diplomatiska representation i Sverige. Ambassaden upprättades 1719. Diplomatkoden på beskickningens bilar är CY.

## Fastigheter

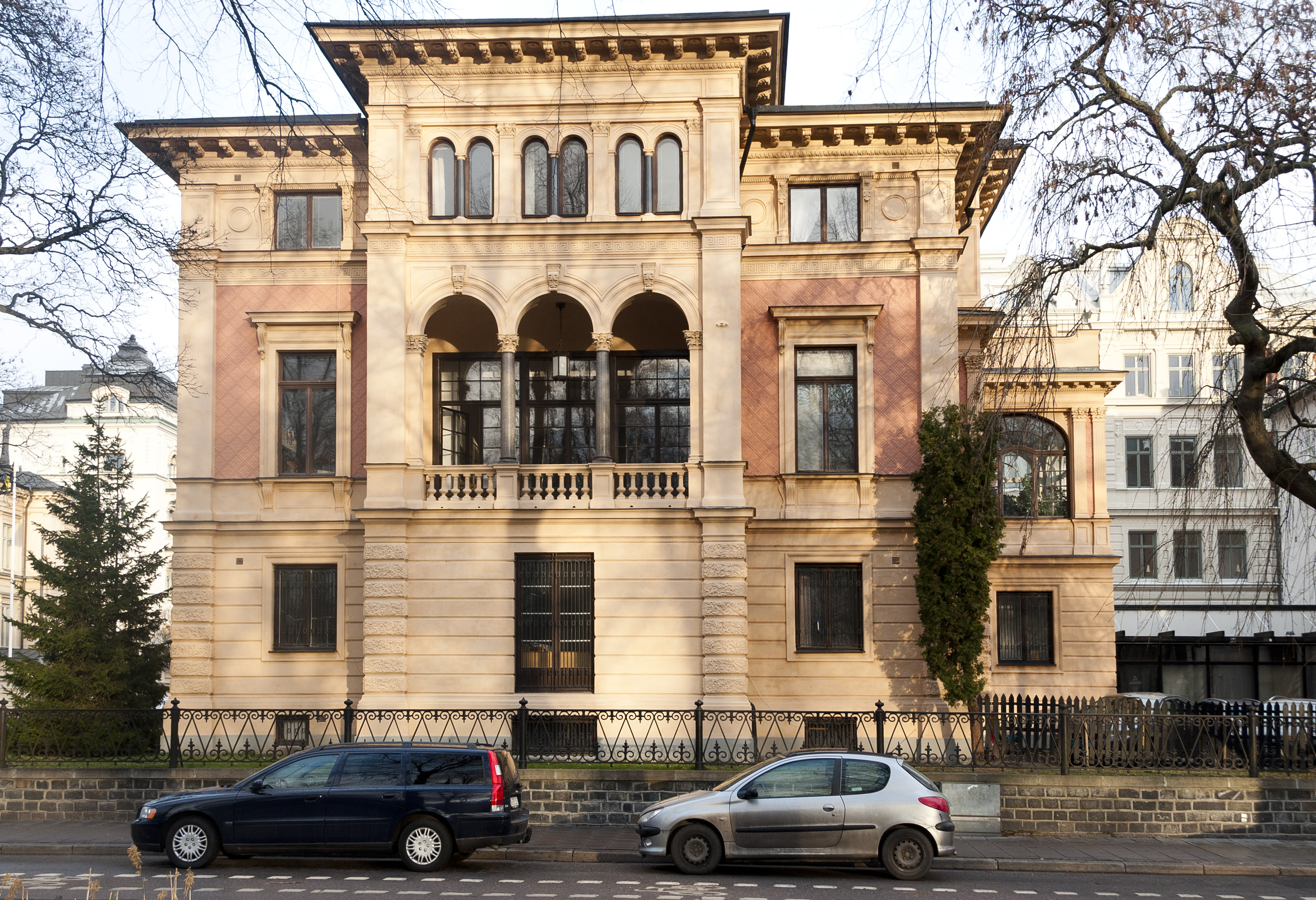
Adelsköldska villan.

Ambassaden är sedan 1935 belägen i Philipsonska villan på Karlavägen 35 i Villastaden, Stockholm. Byggnaden restes som en enfamiljsvilla åren 1914–1916 av häradshövding Walter Philipson efter arkitekten Ivar Tengboms ritningar, men används sedan 1935 som beskickningsbyggnad. 
Ambassaden förfogar även över grannhuset Adelsköldska villan. Byggnaden inhyste från 1970-talet Polska institutet, men efter en renovering 2009 används den som ambassadens konsulära avdelning. Man äger även fastigheten Sånglärkan 11 vid Friggagatan 4 i Lärkstaden, där Polens "Avdelningen för handels- och investeringsfrämjande" är belägen.

## Beskickningschefer
| Namn                    | Period    | Funktion                                  | Anmärkning                                                                 |
| ----------------------- | --------- | ----------------------------------------- | -------------------------------------------------------------------------- |
| Zygmunt Michałowski     | 1919–1924 | Envoyé                                    | Ackrediterad 2 augusti 1919                                                |
| Alfred Wysocki          | 1924–1928 | Envoyé                                    | Ackrediterad 5 mars 1924                                                   |
| KonstantyRozwadowski    | 1928–1934 | Envoyé                                    | Ackrediterad 10 augusti 1928                                               |
| Anton Roman             | 1934–1936 | Envoyé                                    | Ackrediterad 30 juni 1934                                                  |
| Gustaw Potworowski      | 1936–1942 | Envoyé                                    | Ackrediterad 12 juni 1936                                                  |
| Vakant                  | 1942–1943 |                                           |                                                                            |
| Henryk Sokolnicki       | 1943–1945 | Chargé d’affaires                         | Ackrediterad 3 februari 1943                                               |
| Adam Ostrowski          | 1945–1948 | Envoyé                                    | Ackrediterad 21 september 1945                                             |
| Czesław Bobrowski       | 1948–1949 | Envoyé                                    | Ackrediterad 12 maj 1948                                                   |
| Adam Bryczkowski        | 1949–1950 | Chargé d’affaires (tf.)                   |                                                                            |
| Eugeniusz Jan Milnikiel | 1950–1954 | Envoyé                                    | Ackrediterad 25 september 1950                                             |
| Józef Koszutski         | 1954–1957 | Envoyé (1954–1956) Ambassadör (1956–1957) | Ackrediterad 27 mars 1954 (som envoyé); 26 september 1956 (som ambassadör) |
| Antoni Szymanowski      | 1957–1964 | Ambassadör                                | Ackrediterad 16 december 1957                                              |
| Zdzisław Pachowski      | 1964–1965 | Chargé d’affaires (tf.)                   |                                                                            |
| Michał Kajzer           | 1965–1969 | Ambassadör                                | Ackrediterad 29 mars 1965                                                  |
| Stanisław Bejm          | 1969–1972 | Ambassadör                                | Ackrediterad 22 oktober 1969                                               |
| Stefan Staniszewski     | 1972–1978 | Ambassadör                                | Ackrediterad 1 november 1972                                               |
| Pawel Cieślar           | 1978–1982 | Ambassadör                                | Ackrediterad 26 januari 1978                                               |
| Waldemar Wawrzyniak     | 1982–1983 | Chargé d’affaires (tf.)                   |                                                                            |
| Maria Regent-Lechowitz  | 1983–1987 | Ambassadör                                | Ackrediterad 13 april 1983                                                 |
| Sławomir Antoni Dąbrowa | 1987–1991 | Ambassadör                                | Ackrediterad 17 december 1987                                              |
| Barbara Tuge-Erecińska  | 1991–1997 | Ambassadör                                | Ackrediterad 10 oktober 1991                                               |
| Ryszard Czarny          | 1997–2001 | Ambassadör                                | Ackrediterad 15 september 1997                                             |
| Marek Prawda            | 2001–2005 | Ambassadör                                | Ackrediterad 2 november 2001                                               |
| Michał Czyż             | 2005–2010 | Ambassadör                                | Ackrediterad 30 november 2005                                              |
| Adam Hałaciński         | 2010–2015 | Ambassadör                                |                                                                            |
| Wiesław Tarka           | 2015–2018 | Ambassadör                                | Ackrediterad 5 februari 2015                                               |
| Iwona Jabłonkowska      | 2018–2020 | Chargé d’affaires (tf.)                   |                                                                            |
| Joanna Hofman           | 2020–2024 | Ambassadör                                | Ackrediterad 23 april 2020                                                 |